# Roberto Poljak
Roberto Juan Poljak (Buenos Aires, 17 de septiembre de 1932 - Condado de Baltimore, 30 de mayo de 2019) fue un biofísico e inmunólogo argentino.

## Biografía
Poljak se graduó de bachiller en el Colegio Nacional de Quilmes en 1949; y luego en 1954 hizo una licenciatura en la Facultad de Ciencias Exactas y Naturales de la Universidad de Buenos Aires. En 1956 se doctoró en la Universidad Nacional de La Plata y se casó con Mabel Amelia Iglesias (1929-2020). Continuó su formación en los Estados Unidos, donde realizó una estadía postdoctoral entre 1958 y 1960 en el Instituto Tecnológico de Massachusetts (MIT); y en el Reino Unido, donde estuvo entre 1960 y 1962 en el Laboratorio de Investigación Davy-Faraday de la Royal Institution. 
Poljak fue profesor de biofísica entre los años 1962 a 1981 (y desde 1972 profesor titular) en la Facultad de Medicina Johns Hopkins. Entre los años 1981 a 1992 también fue profesor del Instituto Pasteur, donde dirigió un grupo de investigación sobre estructuras moleculares en inmunología. Desde 1992 hasta su jubilación como profesor emérito, fue profesor titular en la Universidad de Maryland y director del Centro de Investigación Avanzada en Biotecnología (CARB). Este centro se ubica en Rockville, Marylandy fue creado como una empresa conjunta del Instituto de Biotecnología de la Universidad de Maryland y el Instituto Nacional de Estándares y Tecnología.
Poljak, a principios de la década de 1970, mientras trabajaba en la Universidad Johns Hopkins, dirigió un equipo de investigadores que determinaron la primera estructura tridimensional de un anticuerpo. Mientras que en 1986, en el Instituto Pasteur, determinó con tres colegas la estructura tridimensional de un complejo antígeno-anticuerpo, dilucidando así "cómo se vinculan los anticuerpos con los antígenos".
Poljak fue nombrado profesor honorario de la Universidad de Buenos Aires en 1986. Recibió en Ginebra (Suiza) en el año 1989 el Premio Louis-Jeantet de Medicina y en 1991 en Madrid, España el Premio Lección Conmemorativa Jiménez Díaz.
A su muerte le sobrevivieron su viuda, un hijo, una hija, tres nietos y un bisnieto.